# ライブリマウント
ライブリマウント（欧字名:Lively Mount、1991年6月5日 - 2022年8月7日）は、日本の競走馬、種牡馬。主な勝ち鞍に1995年のフェブラリーステークス、帝王賞、ブリーダーズゴールドカップ、マイルチャンピオンシップ南部杯および平安ステークス、1994年のウインターステークス。1995年度のJRA賞最優秀ダートホースおよびNARグランプリ特別表彰馬に選出された。
中央競馬と地方競馬間の指定交流競走が大幅に増設され「開放元年」とも称された1995年に活躍し、「開放元年を象徴する存在」として各地の競馬場に出走した。

## 経歴
- 特記事項なき場合、本節の出典はJBISサーチ[3]

1993年11月14日、京都競馬場での3歳新馬戦でデビューし、出遅れながらも馬群の外に出すと先頭に立ち、最終的には2着マヤノファンシーに10馬身差をつけて1着。騎乗していた石橋守は、レースぶりをブリーダーズカップ・ジュヴェナイルでのアラジに準えて「この馬アラジか」と周囲に言ったという。2戦目さざんか賞でビコーペガサスの2着、年明け初戦の3戦目寒梅賞はエイシンオクラホマの3着に終わったが、この頃はソエ（管骨骨膜炎）が出ていたと石橋は語っている。4戦目の飛梅賞ではゴールデンジャックをマッチレースのような形で下し、石橋はレース後に河内洋に「いいレースだった」と声をかけてもらった。飛梅賞で2勝目を挙げたあとクラシック路線に色気を出して芝路線を進むものの3戦して結果が出ず、ダート戦に戻る。900万下クラスを2戦で通過し、オープンレース初出走のタイムス杯こそスタートに失敗して4着に終わったが、続く巴賞で2着に巻き返す。続くシーサイドオープン2着ののち休養に入るが、石橋はこの時の休養で馬がいい方に変わったことを示唆している。
休養明け初戦、1500万下条件特別の花園ステークスで1着となった後ウインターステークスに駒を進め、バンブーゲネシスをクビ差下して重賞初制覇。1995年を迎えて、初戦の平安ステークスでヤグライーガーを下して重賞2勝目を挙げると、東上してフェブラリーステークスでトーヨーリファール以下を破って重賞3勝目。続く帝王賞を1着とし、旭川競馬場でのブリーダーズゴールドカップでは2分28秒0のタイムでレコード勝ちを収める。秋に入りマイルチャンピオンシップ南部杯に出走して、ヨシノキングやトウケイニセイ、モリユウプリンスらを打ち破って重賞6勝目、7連勝を達成した。この時点で1995年の年間最多獲得賞金部門で首位の座に位置しており、ジャパンカップや有馬記念などの結果如何では年度代表馬との声もあったが、年末の東京大賞典はアドマイヤボサツの4着に終わり、連勝は7で途絶えた。それでも、1995年度のJRA賞最優秀ダートホースに選ばれ、NARグランプリ特別表彰馬にもトウケイニセイとともに選出された。
1996年に入り、初戦の川崎記念はホクトベガの3着に終わり、第1回となるドバイワールドカップにも出走するが、シガーから18馬身4分の3離された6着に終わる。遠征後は9戦するも勝利することはできず、1997年の帝王賞でコンサートボーイの11着だったのを最後に引退した。

## 競走成績
以下の内容は、JBISサーチ、netkeiba.comおよびRacing Postの情報および記載法に基づく。
| 年月日     | 競馬場       | 競走名                | 格   | 距離（馬場）  | 頭数 | 枠番 | 馬番 | オッズ（人気） | 着順 | タイム （上り3F） | 着差          | 騎手     | 斤量 [kg] | 勝ち馬/（2着馬）       |
| ---------- | ------------ | --------------------- | ---- | ------------- | ---- | ---- | ---- | -------------- | ---- | ----------------- | ------------- | -------- | --------- | ---------------------- |
| 1993.11.14 | 京都         | 3歳新馬               |      | ダ1400m（不） | 14   | 6    | 9    | 003.30（1人）  | 01着 | 01:24.7 (36.7)    | -1.6          | 石橋守   | 54        | （マヤノファンシー）   |
| 0000.12.26 | 阪神         | さざんか賞            | 500  | ダ1400m（良） | 16   | 5    | 10   | 003.80（2人）  | 02着 | 01:27.3 (38.8)    | -0.9          | 石橋守   | 54        | ビコーペガサス         |
| 1994.01.15 | 阪神         | 寒梅賞                | 500  | ダ1400m（良） | 12   | 5    | 6    | 001.70（1人）  | 03着 | 01:27.1 (38.6)    | -0.8          | 石橋守   | 55        | エイシンオクラホマ     |
| 0000.02.13 | 阪神         | 飛梅賞                | 500  | ダ1800m（不） | 8    | 2    | 2    | 003.10（2人）  | 01着 | 01:54.7 (37.6)    | -0.2          | 石橋守   | 55        | （ゴールデンジャック） |
| 0000.03.13 | 中京         | すみれS               | OP   | 芝2000m（良） | 13   | 2    | 2    | 014.90（6人）  | 11着 | 02:05.3 (38.7)    | -1.7          | 石橋守   | 55        | イブキテヂカラオー     |
| 0000.04.24 | 阪神         | 葵S                   | OP   | 芝1400m（稍） | 14   | 7    | 12   | 040.6（10人）  | 06着 | 01:25.2 (37.9)    | -1.1          | 石橋守   | 55        | マルカオーカン         |
| 0000.05.08 | 阪神         | 京都4歳特別           | GIII | 芝2000m（良） | 14   | 5    | 8    | 074.9（12人）  | 08着 | 02:02.2 (37.6)    | -1.1          | 石橋守   | 55        | イイデライナー         |
| 0000.06.11 | 札幌         | 北斗賞                | 900  | ダ1700m（良） | 7    | 5    | 6    | 006.50（3人）  | 02着 | 01:45.1 (36.3)    | -0.0          | 石橋守   | 54        | パリスケイワン         |
| 0000.07.03 | 札幌         | 羊蹄山特別            | 900  | ダ1700m（良） | 12   | 7    | 10   | 002.80（1人）  | 01着 | 01:44.2 (37.8)    | -0.5          | 藤田伸二 | 55        | （フォスターホープ）   |
| 0000.07.24 | 札幌         | タイムス杯            | OP   | ダ1700m（良） | 10   | 4    | 4    | 001.80（1人）  | 04着 | 01:44.3 (38.2)    | -0.5          | 藤田伸二 | 52        | マキノトウショウ       |
| 0000.08.14 | 札幌         | 巴賞                  | OP   | ダ1700m（不） | 12   | 5    | 6    | 004.60（2人）  | 02着 | 01:44.6 (36.8)    | -0.1          | 石橋守   | 52        | フォスターホープ       |
| 0000.09.04 | 函館         | シーサイドオープン    | OP   | ダ1700m（良） | 12   | 5    | 6    | 005.10（2人）  | 02着 | 01:46.9 (37.6)    | -0.4          | 藤田伸二 | 55        | マキノトウショウ       |
| 0000.11.26 | 京都         | 花園S                 | 1500 | ダ1800m（良） | 16   | 4    | 8    | 004.00（1人）  | 01着 | 01:51.0 (36.6)    | -0.1          | 石橋守   | 55        | （リドガイ）           |
| 0000.12.17 | 中京         | ウインターS           | GIII | ダ2300m（良） | 16   | 3    | 6    | 005.50（2人）  | 01着 | 02:27.1 (37.4)    | -0.0          | 石橋守   | 54        | （バンブーゲネシス）   |
| 1995.01.16 | 京都         | 平安S                 | GIII | ダ1800m（良） | 13   | 6    | 8    | 003.50（2人）  | 01着 | 01:52.9 (37.6)    | -0.0          | 石橋守   | 56        | （ヤグライーガー）     |
| 0000.02.18 | 東京         | フェブラリーS         | GII  | ダ1600m（良） | 16   | 8    | 16   | 005.40（2人）  | 01着 | 01:36.4 (36.3)    | -0.3          | 石橋守   | 56        | （トーヨーリファール） |
| 0000.04.13 | 大井         | 帝王賞                |      | ダ2000m（良） | 15   | 4    | 6    | 000.00（1人）  | 01着 | 02:03.7(00.0)     | -0.2          | 石橋守   | 56        | （アマゾンオペラ）     |
| 0000.08.16 | 旭川         | ブリーダーズゴールドC |      | ダ2300m（稍） | 9    | 4    | 4    | 000.00（1人）  | 01着 | R2:28.0(00.0)     | -0.2          | 石橋守   | 56        | （キソジゴールド)      |
| 0000.10.10 | 水沢         | マイルCS南部杯        |      | ダ1600m（良） | 10   | 2    | 2    | 000.00（1人）  | 01着 | 01:40.6(00.0)     | -0.1          | 石橋守   | 56        | （ヨシノキング）       |
| 0000.12.21 | 大井         | 東京大賞典            |      | ダ2800m（良） | 12   | 6    | 7    | 000.00（1人）  | 04着 | 03:02.5(00.0)     | -0.8          | 石橋守   | 56        | アドマイヤボサツ       |
| 1996.01.24 | 川崎         | 川崎記念              |      | ダ2000m（良） | 12   | 6    | 7    | 000.00（1人）  | 03着 | 02:08.7(00.0)     | -1.2          | 石橋守   | 56        | ホクトベガ             |
| 0000.03.27 | ナドアルシバ | ドバイワールドC       | L    | ダ2000m（良） | 11   | 1    |      |                | 06着 |                   | （18馬身3/4） | 石橋守   | 56        | Cigar                  |
| 0000.06.30 | 札幌         | 札幌記念              | GIII | 芝2000m（稍） | 14   | 5    | 8    | 042.10（9人）  | 13着 | 02:03.4 (37.2)    | -1.8          | 石橋守   | 56        | マーベラスサンデー     |
| 0000.08.15 | 旭川         | ブリーダーズゴールドC |      | ダ2300m（重） | 10   | 8    | 9    | 000.00（1人）  | 08着 | 02:32.2(00.0)     | -2.0          | 石橋守   | 56        | メイショウアムール     |
| 0000.09.07 | 函館         | シーサイドS           | GIII | ダ1700m（良） | 12   | 2    | 2    | 018.40（8人）  | 09着 | 01:47.2 (39.4)    | -1.9          | 石橋守   | 58        | キョウトシチー         |
| 1997.02.16 | 東京         | フェブラリーS         | GI   | ダ1600m（不） | 16   | 3    | 6    | 035.9（11人）  | 10着 | 01:38.0 (38.0)    | -2.0          | 石橋守   | 57        | シンコウウインディ     |
| 0000.03.20 | 名古屋       | 名古屋大賞典          |      | ダ1900m（良） | 12   | 8    | 12   | 000.00（5人）  | 05着 | 02:02.4(00.0)     | -1.2          | 石橋守   | 56        | メイショウアムール     |
| 0000.04.12 | 阪神         | プロキオンS           | GIII | ダ1400m（良） | 16   | 5    | 10   | 011.40（6人）  | 12着 | 01:37.4 (37.8)    | -3.0          | 石橋守   | 57        | バトルライン           |
| 0000.05.03 | 京都         | アンタレスS           | GIII | ダ1800m（良） | 16   | 3    | 5    | 041.50（9人）  | 10着 | 01:52.1 (38.3)    | -1.4          | 石橋守   | 57        | エムアイブラン         |
| 0000.05.28 | 船橋         | かしわ記念            | GIII | ダ1600m（良） | 11   | 5    | 5    | 000.00（8人）  | 09着 | 01:39.9(00.0)     | -2.0          | 石橋守   | 58        | バトルライン           |
| 0000.06.24 | 大井         | 帝王賞                | GI   | ダ2000m（良） | 12   | 7    | 10   | 000.00（9人）  | 11着 | 02:08.6(00.0)     | -3.7          | 南井克巳 | 57        | コンサートボーイ       |

- ドバイワールドカップでの斤量は、Racing Post記載「8st.12lb.」より換算[注釈 1]

## 引退後
1998年より種牡馬となり、6年間の供用で血統登録頭数48頭、出走頭数はそのうちの45頭を数えた。その中から、ダイオライト記念などに勝ったミツアキタービンなどが送り出された。種牡馬引退後はにいかっぷホロシリ乗馬クラブに移って去勢の上乗馬に転向し、初心者向けの乗用馬として供用されたほか、2012年公開の映画『のぼうの城』にシゲルホームランなどとともに「出演」した。2014年に乗馬からも引退した後は功労馬繋養展示事業の助成を受け、北海道新ひだか町のオギオギ牧場で過ごしている。
2022年8月7日、オギオギ牧場で死亡した。31歳だった。

### おもな産駒
- 1999年産
  - ホクザンフィールド（兵庫大賞典、ゴールドジュニア、兼六園ジュニアカップ、六甲盃、姫山菊花賞、新春賞）[20]
  - ミドリノオトメ（高知優駿）[21]
- 2000年産
  - ミツアキタービン（ダイオライト記念、オグリキャップ記念、東海ゴールドカップ、笠松グランプリ、マーチカップ、岐阜金賞、くろゆり賞）[22]
- 2003年産
  - ティアマット（東海ゴールドカップ、オータムカップ、岐阜金賞）[23]

## 血統表
| ライブリマウントの血統                     | ライブリマウントの血統                              | ライブリマウントの血統  | （血統表の出典）        | （血統表の出典） |
| 父系                                       | リファール系                                        | リファール系            | リファール系            | [ § 2 ]          |
| 父 *グリーンマウント Green Mount 1983 栗毛 | 父の父Lyphard 1969 鹿毛                             | Northern Dancer         | Nearctic                | Nearctic         |
| 父 *グリーンマウント Green Mount 1983 栗毛 | 父の父Lyphard 1969 鹿毛                             | Northern Dancer         | Natalma                 |                  |
| 父 *グリーンマウント Green Mount 1983 栗毛 | 父の父Lyphard 1969 鹿毛                             | Goofed                  | Court Martial           | Court Martial    |
| 父 *グリーンマウント Green Mount 1983 栗毛 | 父の父Lyphard 1969 鹿毛                             | Goofed                  | Barra                   |                  |
| 父 *グリーンマウント Green Mount 1983 栗毛 | 父の母Green Valley 1967 黒鹿毛                      | Val de Loir             | Vieux Manoir            | Vieux Manoir     |
| 父 *グリーンマウント Green Mount 1983 栗毛 | 父の母Green Valley 1967 黒鹿毛                      | Val de Loir             | Vali                    |                  |
| 父 *グリーンマウント Green Mount 1983 栗毛 | 父の母Green Valley 1967 黒鹿毛                      | Sly Pola                | Spy Song                | Spy Song         |
| 父 *グリーンマウント Green Mount 1983 栗毛 | 父の母Green Valley 1967 黒鹿毛                      | Sly Pola                | Ampola                  |                  |
| 母 シナノカチドキ 1975 鹿毛                | 母の父*ファーザーズイメージ Fathers Image 1963 栗毛 | Swaps                   | Khaled                  | Khaled           |
| 母 シナノカチドキ 1975 鹿毛                | 母の父*ファーザーズイメージ Fathers Image 1963 栗毛 | Swaps                   | Iron Reward             |                  |
| 母 シナノカチドキ 1975 鹿毛                | 母の父*ファーザーズイメージ Fathers Image 1963 栗毛 | Cosmah                  | Cosmic Bomb             | Cosmic Bomb      |
| 母 シナノカチドキ 1975 鹿毛                | 母の父*ファーザーズイメージ Fathers Image 1963 栗毛 | Cosmah                  | Almahmoud               |                  |
| 母 シナノカチドキ 1975 鹿毛                | 母の母シナノイスズ 1968 芦毛                        | *グレイモナーク         | Grey Sovereign          | Grey Sovereign   |
| 母 シナノカチドキ 1975 鹿毛                | 母の母シナノイスズ 1968 芦毛                        | *グレイモナーク         | White Lodge             |                  |
| 母 シナノカチドキ 1975 鹿毛                | 母の母シナノイスズ 1968 芦毛                        | シナノクイン            | シマタカ                | シマタカ         |
| 母 シナノカチドキ 1975 鹿毛                | 母の母シナノイスズ 1968 芦毛                        | シナノクイン            | ペットネーション        |                  |
| 母系(F-No.)                                | (FN:6-a)                                            | (FN:6-a)                | (FN:6-a)                | [ § 3 ]          |
| 5代内の近親交配                            | Almahmoud 5 x 4 = 9.38%                             | Almahmoud 5 x 4 = 9.38% | Almahmoud 5 x 4 = 9.38% | [ § 4 ]          |
| 出典                                       | 1. 2. 3. 4.                                         | 1. 2. 3. 4.             | 1. 2. 3. 4.             | 1. 2. 3. 4.      |